# Strafgesetzbuch (Deutschland)
Das Strafgesetzbuch (StGB, bei nötiger Abgrenzung auch dStGB) regelt in Deutschland die Kernmaterie des materiellen Strafrechts. Es bestimmt die Voraussetzungen und Rechtsfolgen strafbaren Handelns, indem es Stellung zu grundlegenden dogmatischen Fragen der Verbrechenslehre für die praktische Anwendung nimmt. Zahlreiche strafrechtliche Bestimmungen sind als Nebenstrafrecht in anderen Gesetzen geregelt.
Aufgeteilt ist das Strafgesetzbuch in einen „Allgemeinen“ (§§ 1 bis 79b StGB) und einen „Besonderen Teil“ (§§ 80 bis 358 StGB). Der Allgemeine Teil enthält die Bestimmungen über den Geltungsbereich des deutschen Strafrechts und die kriminalpolitischen Mittel der Reaktion auf Straftaten, nämlich Strafen und Maßnahmen. Dazu treten Erweiterungs- und Einschränkungsvorschriften (Täterschaft, Teilnahme im ersten und Irrtum, Rechtfertigungs-, Entschuldigungs-, Schuld- und Strafausschließungsgründe im zweiten Fall) sowie Ergänzungsvorschriften (Begehen durch Unterlassen, Handeln für einen anderen, Strafantrag) – jeweils zur Anwendung des „Besonderen Teils“. Der „Besondere Teil“ selbst befasst sich mit der abstrakten Beschreibung einzelner Vergehens- und Verbrechensvorschriften mit den für sie vorgesehenen Strafdrohungen. Im Zentrum der einzelnen Straftatbestände steht dabei der Schutz bestimmter Rechtsgüter.
Das Strafverfahren, das zur Durchsetzung der Normen dient, ist in der Strafprozessordnung geregelt.
Das Strafgesetzbuch wurde am 15. Mai 1871 erlassen (RGBl. 1871 S. 128–203; Strafgesetzbuch für das Deutsche Reich) und ist seit dem 1. Januar 1872 in Kraft. Es erfuhr seitdem viele Änderungen, von denen die meisten den Besonderen Teil (§§ 80–358 StGB) betreffen. Der Allgemeine Teil (§§ 1–79b StGB) wurde zum 1. Januar 1975 durch die Große Strafrechtsreform völlig neu gefasst (mit neuer Nummerierung der Paragraphen).

## Geschichte

### Vor 1945

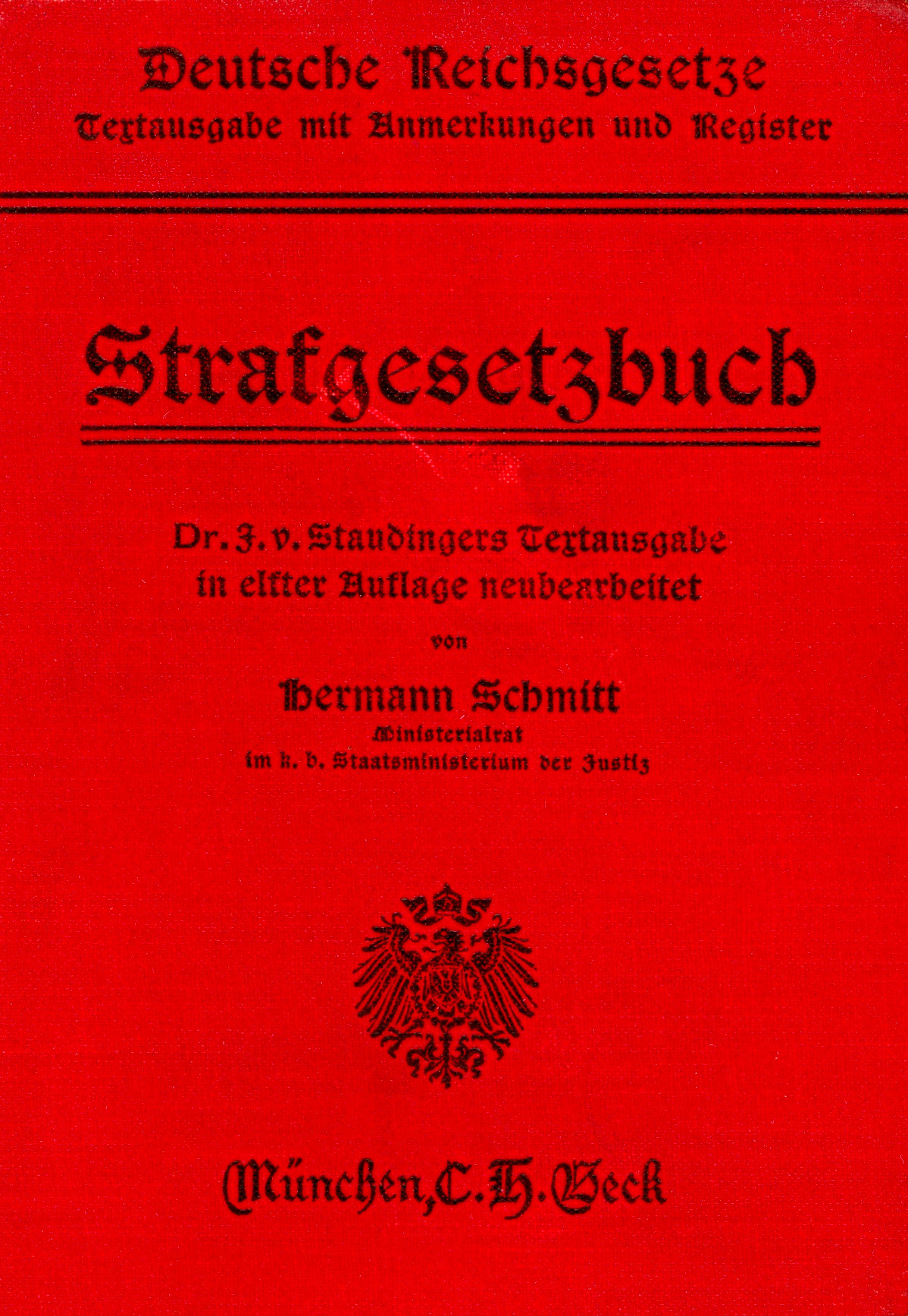
Strafgesetzbuch von 1914

Das erste eigene Strafgesetzbuch auf deutschem Boden war die Constitutio Criminalis Carolina (CCC), die „Peinliche Halsgerichtsordnung“ Karl V. von 1532. Das gemeinrechtliche Strafrecht war mit diesem Gesetz für Jahrhunderte vorgezeichnet. Zahlreiche Partikulargesetze waren später Ergebnis politischer Wirren und Zersplitterungen. Herausgehoben werden können vornehmlich das preußische Landrecht von 1794 und Feuerbachs Strafgesetz für das Königreich Baiern (auch: Allgemeines Strafgesetzbuch für das Königreich Bayern, 1813).
Weitere Strafgesetzbücher auf dem Gebiet des späteren Deutschen Reiches (Auswahl):
- Codex Iuris Bavarici Criminalis (1751)[3]
- Strafgesetzbuch für das Königreich Bayern (1813)
- Strafgesetzbuch für die Herzoglich Oldenburgischen Lande (1814)[4]
- Kriminalgesetzbuch für das Königreich Sachsen (1838)[5]
- Strafgesetzbuch für das Königreich Württemberg (1839)[6]
- Strafgesetzbuch für das Großherzogtum Sachsen-Weimar-Eisenach (1839)[7]
- Allgemeines Kriminalgesetzbuch für das Königreich Hannover (1840)[8]
- Kriminalgesetzbuch für das Herzogtum Braunschweig (1840)[9]
- Kriminalgesetzbuch für das Herzogtum Sachsen-Altenburg (1841)
- Strafgesetzbuch für das Großherzogtum Hessen (1841)[10]
- Kriminalgesetzbuch des Fürstentums Lippe-Detmold (1843)
- Kriminalgesetzbuch für das Herzogtum Sachsen-Meiningen (1844)[11]
- Kriminalgesetzbuch für das Fürstentum Schwarzburg-Sondershausen (1845)[12]
- Strafgesetzbuch für das Großherzogtum Baden (1845/1851)[13]
- Strafgesetzbuch für das Herzogtum Nassau (1849)
- Thüringisches Strafgesetzbuch, publiziert als:

- Strafgesetzbuch für das Großherzogtum Sachsen-Weimar-Eisenach (1850)
- Strafgesetzbuch für das Großherzogtum Schwarzburg-Sondershausen (1850)
- Strafgesetzbuch für das Großherzogtum Schwarzburg-Rudolstadt (1850)
- Strafgesetzbuch für Anhalt-Dessau und für Anhalt-Köthen (1850)
- Strafgesetzbuch für das Herzogtum Sachsen-Meiningen (1850)
- Strafgesetzbuch für das Herzogtum Gotha (1850)
- Strafgesetzbuch für das Herzogtum Sachsen-Coburg (1850/1851)

- Strafgesetzbuch für das Herzogtum Anhalt-Bernburg (1852)
- Strafgesetzbuch für das Fürstentum Reuß j. L. (1852)
- Strafgesetz für die Fürstentümer Waldeck und Pyrmont (1855)
- Strafgesetzbuch für das Königreich Sachsen (1855/1856)[15]
- Strafgesetzbuch für das Großherzogtum Oldenburg (1858)[16]
- Strafgesetzbuch für das Königreich Bayern (1861)
- Strafgesetzbuch für die freie Hansestadt Lübeck (1863/1864)
- Kriminalgesetzbuch für Hamburg (1869)

Das heute für die Bundesrepublik Deutschland geltende Strafgesetzbuch wurde 1870 noch als Strafgesetzbuch für den Norddeutschen Bund vom 30. Mai 1870 erlassen. Durch Art. 80 der Verfassung des Deutschen Bundes sollte es zum 1. Januar 1872 zum Gesetz des neuen Deutschen Bundes werden. Allerdings wurde am 15. Mai 1871 eine formell vollständig neue, textlich aber sehr ähnliche Neufassung verkündet, die am 1. Januar 1872 als Strafgesetzbuch für das Deutsche Reich in Kraft trat. Das Strafgesetzbuch für den Norddeutschen Bund basierte auf dem Strafgesetzbuch für die Preußischen Staaten von 1851, dessen Vorarbeiten 1826 begannen. Naturwissenschaftliche Einflüsse auf das Denken der Bevölkerung hatten in der zweiten Hälfte des 19. Jahrhunderts zu Reformforderungen geführt, prominent als Streit ausgetragen zwischen Karl Binding, der die klassisch-bewahrende Schule vertrat, und Franz von Liszt, der mit seiner Marburger Programmschrift „Der Zweckgedanke im Strafrecht“ einen modernen soziologischen strafrechtlichen Ansatz verfolgte (Stichwort: „Zweckstrafe“). Aufgegriffen wurden die Reformbestrebungen 1902 vom Reichsjustizamt und verschiedentliche Vor- und Gegenentwürfe zu einem neuen StGB. Die Überarbeitung eines Kommissionsentwurfs aus dem Jahr 1913 gelang erst 1919. Gleichwohl scheiterten alle Reformversuche während der Weimarer Republik.
Während der Herrschaft des Nationalsozialismus wurde im Geiste des von Carl Schmitt als „Gerechtigkeitssatz“ interpretierten nullum crimen sine poena (Keine Straftat ohne Strafe) die Bindung des Richters an das Gesetz weitgehend gelöst und ein Analogiegebot eingeführt. Das bedeutete, dass auch Taten, die vom Gesetzgeber nicht zur Straftat erklärt worden waren, bestraft werden konnten. Der offensichtlich rechtsstaatswidrige Teil der Änderungen der durch die Nationalsozialisten vorgenommenen Änderungen des Strafrechts wurde mit dem Kontrollratsgesetz Nr. 1 vom 20. September 1945 aufgehoben.

### Seit 1945
Das Strafgesetzbuch ist seit 1945 oft novelliert worden. Der Gesetzgeber hat damit auf den rechts- und kriminalpolitischen Wandel, auf aktuelle gesellschaftliche Wertvorstellungen, auf Strafbarkeitslücken und auf wissenschaftliche und technische Neuerungen reagiert. Anlässe für Änderungen waren auch Entwicklungen in Westdeutschland (der Bundesrepublik bis zur Wiedervereinigung 1990), die Rechtspraxis in der DDR (die von 1949 bis 1990 existierte), auf dem Einigungsvertrag von 1990 und auf damaligen oder bis heute bestehenden ethischen und moralischen Ansichten (z. B. § 218 StGB).

#### 1945 bis 1949
Das Reichsstrafgesetzbuch galt auch nach dem Kriegsende weiter. Am 20. September 1945 wurden durch das Kontrollratsgesetz Nr. 1 des Alliierten Kontrollrates alle Bestimmungen außer Kraft gesetzt, die politischer Natur oder Ausnahmegesetze waren. Neben Spezialgesetzen und Verordnungen gehörte dazu auch das Gesetz zur Änderung von Vorschriften des Strafrechts und des Strafverfahrens vom 24. April 1934 (RGBl. I/341, außer Kraft durch Art. I c des Gesetzes Nr. 1), das direkt in das Reichsstrafgesetzbuch eingriff. Da generell keine Rückkehr auf den Rechtsstand vom 29. Januar 1933 erfolgte, blieb z. B. die an „Tätertypen“ ausgerichtete Strafdrohung der Mordparagraphen, die ebenfalls während der NS-Zeit eingeführt worden war, weiterhin in Kraft.

#### Bundesrepublik 1949 bis 1990
Das Strafgesetzbuch wurde auf Grundlage von Artikel 10 des Dritten Strafrechtsänderungsgesetzes vom 4. August 1953 (BGBl. I S. 735, 750) neu bekannt gemacht (BGBl. I S. 1083).
Die Todesstrafe war durch den Art. 102 GG bereits abgeschafft worden. 1953 wurde sie aus dem Mordparagraphen (§ 211) entfernt. Der § 13 RStGB („Die Todesstrafe ist durch Enthauptung zu vollstrecken“) wurde ebenfalls abgeschafft.
Am 25. Juni 1969 verabschiedete der Bundestag das 1. Gesetz zur Reform des Strafrechts (1. StrRG). Im Allgemeinen Teil (AT) wurden statt Zuchthaus, Gefängnisstrafe, Einschließung und Haft eine einheitliche Freiheitsstrafe eingeführt und Ehrenstrafen wurden abgeschafft. Die kurze Freiheitsstrafe wurde eingeschränkt und die Strafaussetzung zur Bewährung ausgedehnt.
Im Besonderen Teil (BT) wurden einzelne materiell-rechtliche Normen (beispielsweise des Kapitels „Verbrechen und Vergehen wider die Sittlichkeit“ oder des Abschnitts „Zweikampf“) aufgegeben. Normen des „Zweiten Theils“ des RStGB wurden teils umgestaltet.
Das 2. Gesetz zur Reform des Strafrechts (2. StrRG) vom 4. Juli 1969 mit Wirkung zum 1. Januar 1975 enthält unter anderem einen neuen Allgemeinen Teil, der die Mindestdauer der Freiheitsstrafe auf einen Monat anhob, die Verwarnung mit Strafvorbehalt sowie das Tagessatzsystem für die Geldstrafe einführte und das Maßregelsystem neu gestaltete. Übertretungstatbestände wurden überwiegend zu Ordnungswidrigkeiten umgestaltet. Später folgten noch mehrere Reformgesetze und Novellen; thematisiert waren unter vielen anderen das Demonstrationsstrafrecht, Sexualdelikte und die Terrorabwehr.
Mit der Wiedervereinigung wurde aus Gründen der Überleitung des Strafrechts der DDR in das bundesdeutsche Strafgesetzbuch das Einführungsgesetz zum Strafgesetzbuch um die Artikel 1 a und 1 b, sowie 315 (Neufassung) sowie 315 a bis c ergänzt (Anlage I Kapitel III Sachgebiet C Abschnitt II Nr. 1 (BGBl. II Nr. 35, 885, 955)). Das Strafgesetzbuch selbst wurde durch den Einigungsvertrag nicht geändert.

#### DDR 1949 bis 1990
In der DDR galt zunächst – wie in ganz Deutschland – das Reichsstrafgesetzbuch von 1871 ohne die vom Alliierten Kontrollrat außer Kraft gesetzten Paragraphen fort. 1957 wurden mit dem Strafrechtsergänzungsgesetz neue Staatsschutzbestimmungen und Strafarten festgelegt; am 1. Juli 1968 trat das am 12. Januar 1968 beschlossene Strafgesetzbuch in Kraft. Mehrfach wurde es geändert, schließlich wurde durch den Vertrag über die Schaffung einer Währungs-, Wirtschafts- und Sozialunion zwischen der Deutschen Demokratischen Republik und der Bundesrepublik Deutschland vom 18. Mai 1990 festgelegt, dass das Strafgesetzbuch der Deutschen Demokratischen Republik durch Aufhebung […] der §§ 90, 99, 105, 106, 108, 213, 219, 249 geändert wird. Dadurch konnten zahlreiche politische Handlungen und Verhaltensweisen nicht länger als Straftaten verfolgt werden. Das übrige Strafgesetzbuch in seiner Gesetzesfassung erledigte sich mit der Wiedervereinigung, wobei das bundesdeutsche Strafgesetzbuch in einigen Paragraphen (z. B. Abschnitte über die Sicherungsverwahrung und die §§ 175, 182, 218 bis 219 d, 236) nach Anlage I Kapitel III Sachgebiet C Abschnitt III Nr. 1 (BGBl. II Nr. 35, 885, 957) (zunächst) nicht auf das Beitrittsgebiet (also die ehemalige DDR) erstreckt wurden.

### Nach 1990
Die Veränderung von Moral und Gesellschaft schlägt sich auch im Strafgesetzbuch nieder. Im nunmehr für ganz Deutschland geltenden StGB sind Beispiele für „neuartige“ Delikte etwa Geldwäsche (seit 1992 strafbar), Jugendpornografie (seit 2008 strafbar) und sexuelle Belästigung (seit 2016 strafbar). Andere Paragraphen wurden, wie der § 218, modifiziert.
1994 wurde der heutige Absatz 3 des § 130 StGB eingeführt, der die öffentliche Leugnung, Billigung oder Verharmlosung des Holocaust unter Strafe stellt, 2005 wurde der heutige Absatz 4 angefügt, der die öffentliche Billigung, Verherrlichung und Rechtfertigung der nationalsozialistischen Gewalt- und Willkürherrschaft unter Strafe stellt. 2022 wurde der heutige Absatz 5 eingeführt, der auch die Leugnung, Billigung und gröbliche Verharmlosung anderer Fälle von Völkermord, Kriegsverbrechen und Verbrechen gegen die Menschlichkeit unter Strafe stellt (siehe Artikel Volksverhetzung).
Mit dem 6. Strafrechtsreformgesetz, das am 1. April 1998 in Kraft trat, wurden unter anderem die Strafrahmen bei einigen Vermögensdelikten verringert und bei Körperverletzungsdelikten erhöht.
Mit Wirkung vom 1. Januar 2018 wurde der § 103 (Beleidigung von Organen und Vertretern ausländischer Staaten), der 1953 (wieder) eingeführt worden war, (erneut) gestrichen, sodass jetzt in diesen Fällen die allgemeinen Vorschriften über Beleidigung gelten.
Fast jedes Jahr gibt es mehrere Änderungen des Strafgesetzbuchs.

## Inhalt und Aufbau
Das Strafgesetzbuch ist in zwei Teile untergliedert:

### Allgemeiner Teil
Der Allgemeine Teil (§§ 1 bis 79b StGB) ist in fünf Abschnitte untergliedert:
1. Das Strafgesetz
2. Die Tat
3. Rechtsfolgen der Tat
4. Strafantrag, Ermächtigung, Strafverlangen
5. Verjährung

Der erste Abschnitt regelt zunächst Grundsätzliches wie den Geltungsbereich des Gesetzes oder Definitionen. Im zweiten Abschnitt sind Grundlagen der Strafbarkeit wie Begehungsformen, Vorsatz, Fahrlässigkeit, Irrtumslehre und Schuldfähigkeit normiert. Daneben sind Regelungen enthalten, welche grundsätzlich für alle Delikte gelten, z. B. Täterschaft und Teilnahme und Rechtfertigungsgründe (Notwehr, Notstand) und solche, die nur für bestimmte Delikte gelten wie der Versuch. Der dritte Abschnitt über die Rechtsfolgen der Tat enthält u. a. Regeln zur Strafart (Geld- oder Freiheitsstrafe), zu Strafbemessung und Strafaussetzung zur Bewährung, sowie Maßregeln wie der Sicherungsverwahrung, weiter die Einziehung. Die Regelungen zum Strafantrag im vierten Abschnitt betreffen nur die Antragsdelikte. Der fünfte Abschnitt behandelt die Verfolgungs- und Vollstreckungsverjährung.

### Besonderer Teil
Der Besondere Teil des Strafgesetzbuchs enthält die einzelnen Straftatbestände, geordnet in 30 Abschnitten nach geschützten Rechtsinteressen (sog. Rechtsgütern), zum Beispiel Straftaten gegen die sexuelle Selbstbestimmung, Straftaten gegen die persönliche Freiheit oder Straftaten im Amt.
Das Strafgesetzbuch umfasst nicht sämtliche Straftatbestände. Einige Delikte sind als sogenanntes Nebenstrafrecht auch in anderen Gesetzen enthalten, z. B. für Steuerdelikte in der Abgabenordnung, Rauschgiftdelikte im Betäubungsmittelgesetz, Konsumcannabisgesetz und Medizinal-Cannabisgesetz, für Arzneimitteldelikte im Arzneimittelgesetz oder Waffendelikte im Waffengesetz und Kriegswaffenkontrollgesetz.

### Kommentare

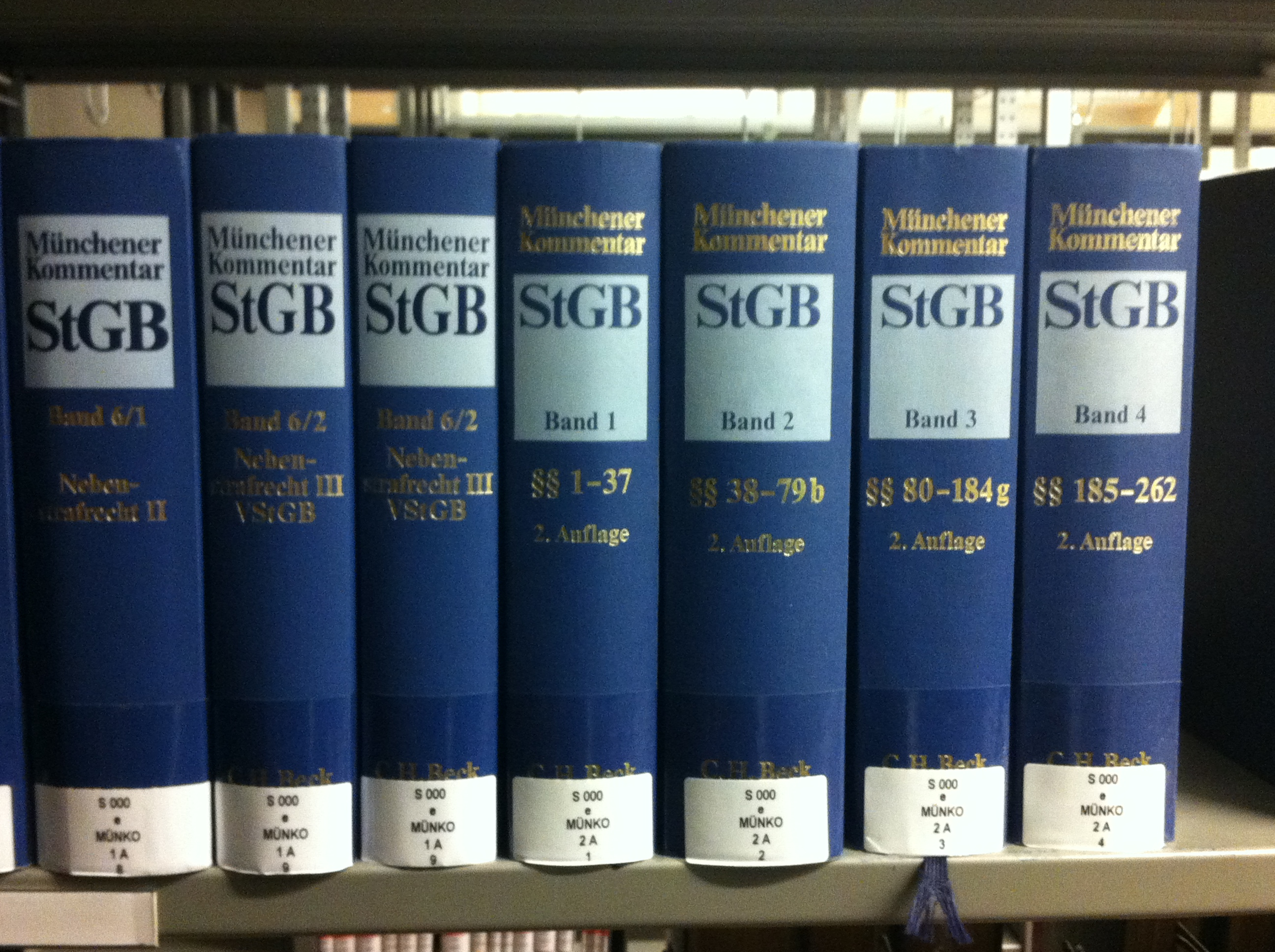
Der Münchener Kommentar zum Strafgesetzbuch.

- Münchener Kommentar zum Strafgesetzbuch. 2. Auflage. C. H. Beck, München 2011.
- Thomas Fischer: Strafgesetzbuch mit Nebengesetzen. 67. Auflage. C. H. Beck, München 2020, ISBN 978-3-406-73879-1.
- Wolfgang Joecks: StGB. Studienkommentar. 10. Auflage, C.H. Beck, München 2012, ISBN 978-3-406-64417-7.
- Urs Kindhäuser: Strafgesetzbuch : Lehr- und Praxiskommentar. 6. Auflage. Nomos Baden-Baden 2015, ISBN 978-3-8487-1757-6.
- Kristian Kühl, Karl Lackner: Strafgesetzbuch : StGB : Kommentar. 28. Auflage. C. H. Beck, München 2014, ISBN 978-3-406-65227-1.
- Heinrich Wilhelm Laufhütte, Ruth Rissing-van Saan, Klaus Tiedemann (Hrsg.): Strafgesetzbuch. Leipziger Kommentar : Großkommentar. 12. Auflage. de Gruyter Recht, Berlin ab 2006. (z. B. Band 1 ISBN 978-3-89949-231-6).
- Adolf Schönke, Horst Schröder (Begr.): Strafgesetzbuch. Kommentar. 29. Auflage. C. H. Beck, München 2014, ISBN 978-3-406-65226-4.

### Lehrbücher
Allgemeiner Teil:
- Jürgen Baumann, Ulrich Weber, Wolfgang Mitsch, Jörg Eisele: Strafrecht Allgemeiner Teil. 13. Auflage. Gieseking, Bielefeld 2021, ISBN 978-3-7694-1246-8.
- Helmut Frister: Strafrecht Allgemeiner Teil. 10. Auflage. C. H. Beck, München 2023, ISBN 978-3-406-79168-0.
- Walter Gropp, Arndt Sinn: Strafrecht Allgemeiner Teil. 5. Auflage. Springer, Berlin 2020, ISBN 978-3-662-62075-5.
- Urs Kindhäuser, Till Zimmermann: Strafrecht Allgemeiner Teil. 11. Auflage. Nomos, Baden-Baden 2023, ISBN 978-3-7560-0286-3.
- Volker Krey, Robert Esser: Deutsches Strafrecht Allgemeiner Teil. 7. Auflage. Kohlhammer, Stuttgart 2022, ISBN 978-3-17-035167-7.
- Kristian Kühl: Strafrecht Allgemeiner Teil. 8. Auflage. Vahlen, München 2017, ISBN 978-3-8006-5344-7.
- Harro Otto: Grundkurs Strafrecht – Allgemeine Strafrechtslehre. 7. Auflage. De Gruyter, Berlin 2004, ISBN 978-3-89949-139-5.
- Rudolf Rengier: Strafrecht Allgemeiner Teil. 16. Auflage. C. H. Beck, München 2024, ISBN 978-3-406-81730-4.
- Claus Roxin, Luís Greco: Strafrecht Allgemeiner Teil. Bd. I: Grundlagen. Der Aufbau der Verbrechenslehre. 5. Auflage. C. H. Beck, München 2020, ISBN 978-3-406-71121-3.
- Claus Roxin: Strafrecht Allgemeiner Teil. Bd. II: Besondere Erscheinungsformen der Straftat. C. H. Beck, München 2003, ISBN 978-3-406-43868-4.
- Günter Stratenwerth, Lothar Kuhlen: Strafrecht Allgemeiner Teil. Die Straftat. 6. Auflage. Vahlen, München 2011, ISBN 978-3-8006-4167-3.
- Johannes Wessels, Werner Beulke, Helmut Satzger: Strafrecht Allgemeiner Teil. Die Straftat und ihr Aufbau. 54. Auflage. C. F. Müller, Heidelberg 2024, ISBN 978-3-8114-6203-8.

Besonderer Teil:
- Gunther Arzt, Ulrich Weber, Bernd Heinrich, Eric Hilgendorf: Strafrecht Besonderer Teil. 4. Auflage. Gieseking, Bielefeld 2021, ISBN 978-3-7694-1247-5.
- Olaf Hohmann, Günther Sander: Strafrecht. Besonderer Teil I. Vermögensdelikte. 3. Auflage. C.H. Beck, München 2010, ISBN 978-3-406-59494-6.
- Olaf Hohmann, Günther Sander: Strafrecht. Besonderer Teil II. Delikte gegen die Person und die Allgemeinheit. 3. Auflage. C.H. Beck, München 2010, ISBN 978-3-406-59495-3.
- Urs Kindhäuser: Strafrecht. Besonderer Teil I. Straftaten gegen Persönlichkeitsrechte, Staat und Gesellschaft. 5. Auflage. Nomos, Baden-Baden 2011, ISBN 978-3-8329-6466-5.
- Urs Kindhäuser: Strafrecht. Besonderer Teil II. Straftaten gegen Vermögensrechte. 7. Auflage. Nomos, Baden-Baden 2012, ISBN 978-3-8329-7677-4.
- Volker Krey, Manfred Heinrich: Strafrecht Besonderer Teil. Bd. 1. 16. Aufl. 2015, ISBN 978-3-17-029884-2.
- Volker Krey, Uwe Hellmann: Strafrecht Besonderer Teil. Bd. 2. 17. Aufl. Kohlhammer, Stuttgart 2015, ISBN 978-3-17-029876-7.
- Harro Otto: Grundkurs Strafrecht – Die einzelnen Delikte. 7. Aufl. De Gruyter Recht, Berlin 2005, ISBN 3-89949-228-5.
- Rudolf Rengier: Strafrecht. Besonderer Teil I. Vermögensdelikte. 21. Auflage. München 2019, ISBN 978-3-406-72820-4.
- Rudolf Rengier: Strafrecht. Besonderer Teil II. Delikte gegen die Person und die Allgemeinheit. 20. Auflage. München 2019, ISBN 978-3-406-72819-8.
- Johannes Wessels, Michael Hettinger: Strafrecht Besonderer Teil/1. 38. Aufl. 2014, ISBN 978-3-8114-9357-5.
- Johannes Wessels, Thomas Hillenkamp: Strafrecht Besonderer Teil/2. 37. Aufl. 2014, ISBN 978-3-8114-9358-2.